# 唐音癸签
《唐音癸籤》，明朝胡震亨所撰的诗话集，三十三卷，作者曾编辑《唐音統籤》十集，此书是第十集，故称癸籤，此集是唐诗学著作，辑录有关唐诗的研究资料和評論部份。
分为七目：一体凡，论诗体；二法微，论格律及字句声调；三评汇，集诸家之评论；四乐通，论乐府；五诂笺，训释名物典故；六谈丛，录自己有关唐诗之笔记；七集录，首录唐集卷数，次唐选各总集，次诗话及考辨集中伪作与注释。
胡震亨專門分類纂輯歷代所有評論唐詩的相關詩話，並就唐詩的原委、因革、體例、法式、評彙、詁箋、事考、集錄等課題展開全面性的論述，除了綜合前人的經驗，再加上自己獨特之見解，《唐音癸籤》成為“唐詩學”的力作。